# 史丹福A.F.C.
史丹福A.F.C.（Stamford A.F.C.）是一支位於英格蘭林肯郡史丹福的職業足球會，目前於英格蘭足球南部聯賽（超聯組中）角逐。

## 外部連結
- .   [2015-05-15]. （原始内容存档于2016-11-06）.
- Harvey, Bob. . Geograph Project (collection of photographs).   [15 November 2014]. （原始内容存档于2019-12-07）.